# Гаврилов, Игорь Николаевич
Игорь Николаевич Гаврилов (род. 24 сентября 1964, Клин, Московская область) — российский хоккейный тренер.

## Биография
В сезонах 1996/97 — 2000/01 играл за команду второй лиги «Стандарт» (Менделеево), выступал за любительский клуб «Легион» Москва (2001/02).
Начинал работать тренером в детско-юношеской команде «Орбита» Зеленоград (2001—2006), работал в школе «Спартака» (2007—2008). Тренер команды первой лиги «Брянск» (2008/09). Со следующего сезона по 7 ноября 2012 — главный тренер ХК «Зеленоград». В команде МХЛ «Капитан» Ступино — главный тренер (7 ноября — 10 декабря 2012; 2013/14, до 20 октября), старший тренер (2012/13, с 10 декабря). В сезонах 2014/15 — 2015/16 — главный тренер китайской команды «Харбин». В команде МХЛ «Тайфун» Владивосток — тренер (2016/17, до 18 ноября и с 13 декабря; 2017.18), и. о. главного тренера (18 ноября — 13 декабря 2016), главный тренер (18 декабря 2018—2021). Главный тренер команды чемпионата Казахстана «Темиртау» (12 октября — 14 ноября 2018). Главный тренер команд МХЛ «Академия Михайлова» (2021—2022), «Сахалинские акулы» Южно-Сахалинск (2022—2023), «АКМ-Юниор» (2023/24, до 30 ноября). С 14 декабря 2023 года — тренер в команде ВХЛ «Рязань-ВДВ».